# Erik Vermeulen
Erik Vermeulen (Ieper, 1959) is een Vlaamse jazzpianist en componist.

## Muzikale carrière
Vermeulen is begonnen met cello, en is later overgestapt naar de jazz om jazzpianist te worden. Hij is verbonden aan de conservatoria van Gent en Antwerpen als docent jazzpiano. Vermeulen speelt vaak samen met Bart Defoort en Ben Sluijs. Hij speelt in het Erik Vermeulen Trio, Antiduo (met Seppe Gebruers) The Unplayables (met Ben Sluijs, Jeroen Van Herzeele, Marek Patrman en Manolo Cabras) en Icarus Consort.
Vermeulen heeft opgetreden met internationale artiesten, waaronder Slide Hampton, Clark Terry, Joe Lovano, Steve Grossman, David Schnitter, Art Farmer, Bob Mover, Teddy Edwards, Toots Thielemans, Philip Catherine, Michael Moore en Barre Phillips.
Vermeulen was vroeger vaak solist bij het BRT jazz orkest. In 1998 vertegenwoordigde hij de European Radio Union Big Band in Stockholm.

## Prijzen
- Django d'Or 2003: beste Belgische musicus van het jaar
- Klara Muziekprijzen 2009: winnaar in de categorie Jazz

## Albums
- 1997: Into pieces (met Icarus Consort)
- 1999: Moving (met Bart Defoort Quartet)
- 2000: Candy Century (met Ben Sluijs Quartet)
- 2001: Songs of minutes (Erik Vermeulen Trio)
- 2001: Seasounds (met Ben Sluijs Quartet)
- 2001: Stones (met Ben Sluijs)
- 2002: Flying Circles (met Ben SLuijs Quartet)
- 2002: Inner city (Erik Vermeulen Trio)
- 2008: The Unplayables - Ben Sluijs Quartet Meets Erik Vermeulen 'Harmonic Integration' (met Ben Sluijs Quartet)
- 2009: Live Chroma (Erik Vermeulen Trio)
- 2011: Parity (met Ben Sluijs)
- 2013: Antiduo (Antiduo: Erik Vermeulen en Seppe Gebruers op el NEGOCITO Records)
- 2014: Asterisk (Erik Vermeulen Trio op el NEGOCITO Records)
- 2014: Decades (met Ben Sluijs)